# Martigné-sur-Mayenne
Martigné-sur-Mayenne är en kommun i departementet Mayenne i regionen Pays de la Loire i nordvästra Frankrike. Kommunen ligger i kantonen Mayenne-Est som tillhör arrondissementet Mayenne. År 2022 hade Martigné-sur-Mayenne 1 884 invånare.

## Befolkningsutveckling
Antalet invånare i kommunen Martigné-sur-Mayenne
| Referens: INSEE |